# ナウェル・ハムシェ
ナウェル・ハムシェ（ラテン翻記:Nawel Hammouche、女性、1997年4月25日 - ）はアルジェリアのバレーボール選手である。アルジェリア代表。

## 来歴
ベジャイア出身。U-18代表、U-20代表を経て、2013年のバレーボール・ワールドグランプリでシニア代表に初登録された。
2015年8月に日本で開催されたワールドカップの初戦、対ペルー戦に出場、4得点をあげ三大大会デビューを果たす。日本のマスコミでは「今後の活躍が期待される若手」と評された。

## 球歴
- ワールドカップ - 2015年